# Gert Gütschow

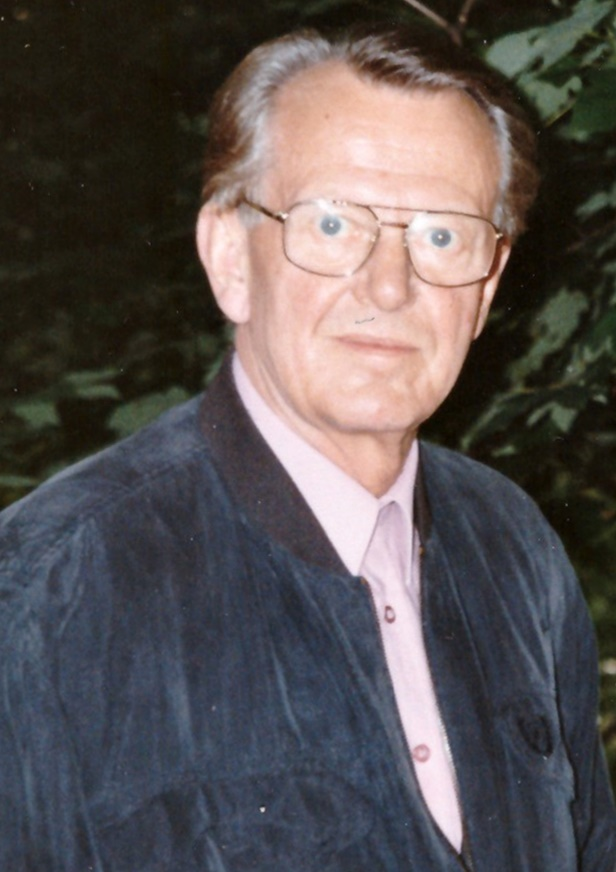
Gert Gütschow, 1994

Gert Gütschow (* 2. März 1928 in Rostock; † 10. März 2023 in Leipzig) war ein deutscher Schauspieler.

## Leben
Der Charakterdarsteller Gert Gütschow gab sein Debüt 1945 mit 17 Jahren am Theater in Rostock. Eigentlich wollte er Musiker werden, doch der Weg auf das Konservatorium blieb ihm durch die Wirren des Zweiten Weltkrieges versperrt.
Nach Engagements in Stralsund (Stralsunder Theater), wo er heiratete, Halberstadt, Altenburg, Görlitz und Erfurt spielte er ab 1959 in Leipzig unter Intendant Karl Kayser.
Große Theaterrollen seiner Frühzeit waren unter anderem Shaws Teufelsschüler, Molieres George Dandin, Angelo in Shakespeares Maß für Maß, der Biff in Millers Tod eines Handlungsreisenden und der Daddy in Schloss Gripsholm. Später kamen Brecht-Rollen, herausragend der Arturo Ui, Horatio im Hamlet, Rolf Hochhuths Stellvertreter, später spielte er unter anderem Eichmann, den Antonio Salieri in Amadeus, Fiesko von Schiller, noch einmal in Goethes Faust den Mephisto und in etlichen Vorstellungen von Süskinds Der Kontrabass, schließlich die große Altersrolle in Nathan der Weise. Mit seinem 50-jährigen Bühnenjubiläum schied er 1995 aus dem Ensemble des Schauspiels Leipzig aus.
In zahlreichen Filmen spielte er Haupt- und eindringliche Nebenrollen, so den Serienmörder Retzmann in Leichensache Zernik, dankbare Charakterrollen in Dr. med. Sommer II., Es ist eine alte Geschichte, Karriere, Unterm Birnbaum, ferner Hauptrollen in Klassenkameraden, und Genosse Brüggemann. Zu sehen war er auch in einigen Inszenierungen des Fernsehtheaters Moritzburg, beispielsweise in Paul Berndts Geschäft um einen Toten (1968), Hans-Albert Pederzanis Unter der Asche (1969), Friedrich von Gentz’ Liebe ist nicht immer blind (1975) und Gotthold Ephraim Lessings Der Schatz. Zuletzt trat er in der Serie In aller Freundschaft als Professor Günter Keller in Erscheinung.
Darüber hinaus arbeitete Gert Gütschow in zahlreichen Hörfunk-, Synchron- und Blindenbibliothekslesungen und trat als Sprecher in Konzerten im Leipziger Gewandhaus unter Dirigenten wie Václav Neumann und Kurt Masur auf. In der Spielzeit 2010/11 war Gert Gütschow an der Oper Leipzig in Peter Konwitschnys Inszenierung von Christoph Willibald Glucks Iphigenie in Aulis als Gluck in persona zu erleben.
Am  10. März 2023 starb Gütschow im Alter von 95 Jahren in Leipzig und wurde anschließend in der Ostsee seebestattet.

## Filmografie
- 1959: Algier 12 Uhr 5
- 1959: Weimarer Pitaval: Der Fall Harry Domela (Fernsehreihe)
- 1960: 3x klingeln
- 1960: Georg Büchner
- 1964: Das schwedische Zündholz
- 1965: Dr. Schlüter
- 1965: Solange Leben in mir ist
- 1965: Die Abenteuer der Perichole (Fernsehinszenierung einer Operette)
- 1966: Zeugen (Fernsehspiel)
- 1968: Die Dienstfahrt
- 1968: Die Russen kommen
- 1969: Die Thorsteinbande – (Drei von der K)
- 1969: Die Überwindung (Fernsehtheater Moritzburg)
- 1969: Barents heißt unser Steuermann
- 1970: Ich – Axel Cäsar Springer
- 1970: Heiner Fink
- 1970: Dr. med. Sommer II
- 1970–1971: Zollfahndung – Nächtlicher Empfang
- 1971: Angebot aus Schenectady
- 1971: Karriere
- 1971: Salut Germain (Fernsehserie)
- 1972: Gefährliche Reise (Fernseh-Mehrteiler)
- 1972: Leichensache Zernik
- 1972: Der Staatsanwalt hat das Wort: Alleingang (Fernsehreihe)
- 1972: Es ist eine alte Geschichte
- 1973: Unterm Birnbaum
- 1973: Leben mit Uwe
- 1973: Die Zwillinge
- 1974: Johannes Kepler
- 1975: Till Eulenspiegel
- 1975: Der arme Reiche, Hubert B.
- 1975: Bankett für Achilles
- 1975: Abenteuer mit Blasius
- 1975: Zwischen Tag und Nacht
- 1976: Das Mädchen Krümel (Serie)
- 1978: Gefährliche Fahndung (2 Folgen)
- 1979: Addio, piccola mia
- 1979: Lachtauben weinen nicht
- 1979: Rhythmuswechsel (Fernsehtheater Moritzburg)
- 1979: Marx und Engels – Stationen ihres Lebens
- 1980: Aufklärung eines Mordes (Fernsehinszenierung)
- 1981/1988: Jadup und Boel
- 1981: Unser kurzes Leben
- 1981: Das Ermittlungsverfahren
- 1982: Sabine Kleist, 7 Jahre…
- 1982: Der Mann von der Cap Arcona
- 1982: Das Ende eines Mäzen
- 1983: Wiesenpieper
- 1983: Chef der Gelehrsamkeit – Wilhelm von Humboldt
- 1984: Klassenkameraden
- 1984: Front ohne Gnade (Fernsehserie)
- 1984: Erscheinen Pflicht
- 1984: Wo andere schweigen
- 1986: Bebel und Bismarck
- 1987: Wengler & Söhne
- 1987: Stielke, Heinz, fünfzehn…
- 1987: Märztage in Berlin
- 1988: Polizeiruf 110: Still wie die Nacht (Fernsehreihe)
- 1988: Einer trage des anderen Last …
- 1989: Vera – Der schwere Weg der Erkenntnis
- 1989: Zum Teufel mit Harbolla
- 1989: Die gläserne Fackel
- 1989: Die Galgenbrücke
- 1990: Drachensaat (Fernsehfilm)
- 1990: Verbotene Liebe
- 1991: Der Staatsanwalt hat das Wort – Vater, Mutter, Kind
- 1992: Genosse Brüggemann
- 1992: Karl May (Mini-Serie, 6 Folgen)
- 1999: Polizeiruf 110: Mordsfreunde (Fernsehreihe)
- 1999–2006: In aller Freundschaft (15 Episoden)

## Hörspiele (Auswahl)
- 1963: Christa Wolf: Der geteilte Himmel – Regie: Günter Bormann (Hörspielbearbeitung – Rundfunk der DDR)
- 1966: William Shakespeare: Der Sturm (Antonio) – Regie: Fritz Göhler (Hörspielbearbeitung – Rundfunk der DDR)
- 1967: Bernd Schirmer: Dienstfahrt (Hauptmann Schrake) – Regie: Günter Bormann (Originalhörspiel, Kinderhörspiel – Rundfunk der DDR)
- 1967: Rolf Schneider: Stimmen danach (Reporter) – Regie: Walter Niklaus (Originalhörspiel – Rundfunk der DDR)
- 1968: David Medwedenko: Dr. Krassow und seine Freunde. – Regie: Peter Groeger (Originalhörspiel – Rundfunk der DDR)
- 1970: Hans von Oettingen: Kurs Tampico (Kapitän Henning) – Regie: Horst Liepach (Originalhörspiel – Rundfunk der DDR)
- 1970: Ralph Knebel: Und nicht vergessen warum (Doktor) – Regie: Fritz Göhler (Originalhörspiel – Rundfunk der DDR)
- 1970: Gerhard Bengsch: Krupp und Krause (Jochen Kirchhoff) – Regie: Walter Niklaus (Hörspielbearbeitung – Rundfunk der DDR)
- 1971: Miodrag Djurdjevic: Ein Held unserer Zeit (Nenad) – Regie: Peter Groeger (Originalhörspiel – Rundfunk der DDR)
- 1971: Hans Siebe: Das Rasthaus (Achim) – Regie: Klaus Zippel (Originalhörspiel, Kurzhörspiel – Rundfunk der DDR)
- 1971: Bruno Guchowski: Werkmeister Lorenz (Direktor Lüderitz) – Regie: Detlef Kurzweg (Originalhörspiel – Rundfunk der DDR)
- 1972: Egon Schmidt: Die Partisanenwiese (Offizier) – Regie: Klaus Zippel (Hörspielbearbeitung, Kinderhörspiel – Rundfunk der DDR)
- 1972: Aleksander Minkowski: Heiße Tage im Februar (von Rauch) – Regie: Horst Liepach (Originalhörspiel, Kinderhörspiel – Rundfunk der DDR)
- 1972: Rolf Wohlgemuth: ...und dann hinaus ins Leben (Thorstaus) – Regie: Theodor Popp (Originalhörspiel – Rundfunk der DDR)
- 1973: Wilhelm Raabe: Die Gänse von Bützow (Dr. Wübke) – Regie: Walter Niklaus (Hörspielbearbeitung – Rundfunk der DDR)
- 1973: Hans Siebe: Kleiner Mann gesucht (Major Rumpf) – Regie: Walter Niklaus (Hörspielbearbeitung – Rundfunk der DDR)
- 1973: Konrad Fialkowski: Der elektronische Teddy (Remo) – Regie: Klaus Zippel (Hörspielbearbeitung, Kinderhörspiel, Science Fiction-Hörspiel – RF der DDR)
- 1974: Ngũgĩ wa Thiong’o: Morgen um diese Zeit (Journalist) – Regie: Peter Groeger (Hörspielbearbeitung – Rundfunk der DDR)
- 1974: Johann Wolfgang von Goethe: Die Wahlverwandtschaften 2 (Gehilfe) – Regie: Walter Niklaus (Hörspielbearbeitung – Rundfunk der DDR)
- 1974: Rainer Lindow: Mögen Sie Stiefmütterchen (Goggel) – Regie: Barbara Plensat (Originalhörspiel – Rundfunk der DDR)
- 1975: Nazim Hikmet: Ein komischer Mensch (Achmed) – Regie: Helmut Hellstorff (Hörspielbearbeitung – Rundfunk der DDR)
- 1975: Karlheinz Klimt: Andreas und der Knochenmann (Badstübner) – Regie: Rüdiger Zeige (Originalhörspiel, Kinderhörspiel – Rundfunk der DDR)
- 1975: Rolf Wohlgemuth: Balzer (Direktor) – Regie: Klaus Zippel (Originalhörspiel – Rundfunk der DDR)
- 1975: Zofia Posmysz: Mikroklima (Direktor) – Regie: Albrecht Surkau (Originalhörspiel – Rundfunk der DDR)
- 1976: Gerhard Jäckel: Tod im Central-Hotel (König) – Regie: Klaus Zippel (Originalhörspiel – Rundfunk der DDR)
- 1976: Jerzy Putrament: Eine Perle zuviel (Justyn Sobol) – Regie: Walter Niklaus (Hörspielbearbeitung, Kriminalhörspiel, Kurzhörspiel – Rundfunk der DDR)
- 1976: Dieter Müller: Die Audienz (Kroll) – Regie: Walter Niklaus (Originalhörspiel, Kinderhörspiel – Rundfunk der DDR)
- 1976: Johann Wolfgang von Goethe: Die Leiden des jungen Werthers (Gesandter) – Regie: Walter Niklaus (Hörspielbearbeitung – Rundfunk der DDR)
- 1977: Erich Schlossarek: Ossel ist schon richtig (Herr Lüdemann) – Regie: Klaus Zippel (Originalhörspiel, Kinderhörspiel – Rundfunk der DDR)
- 1977: Oscar Wilde: Lord Arthur Saviles Verbrechen (Dekan von Chichester) – Regie: Walter Niklaus (Hörspielbearbeitung, Kriminalhörspiel – RF der DDR)
- 1978: Gerhard Rentzsch: Almanach oder Ein Märchen aus dem Randgebiet (Lehrer Olischer) – Regie: Walter Niklaus (Originalhörspiel – Rundfunk der DDR)
- 1978: Mircea Enescu: Der Nachtbesuch (Bürgermeister) – Regie: Günter Bormann (Originalhörspiel – Rundfunk der DDR)
- 1980: Manfred Kryzek: Der dritte Wunsch (Eder) – Regie: Walter Niklaus (Originalhörspiel – Rundfunk der DDR)
- 1980: Günter Spranger: An einem Abend im September (Moffat) – Regie: Annegret Berger  (Originalhörspiel – Rundfunk der DDR)
- 1980: Holmar Attila Mück: Der Verrückte vom Pleicher-Ring (Clausen) – Regie: Wolfgang Brunecker  (Originalhörspiel – Rundfunk der DDR)
- 1980: Jean Paul: Katzenbergers Badereise (Strumacher) – Regie: Klaus Zippel (Originalhörspiel – Rundfunk der DDR)
- 1981: Michail Rostschin: Das Mädchen auf den Schienen (Mjakischew) – Regie: Helmut Hellstorff  (Hörspielbearbeitung – Rundfunk der DDR)
- 1982: Gerhard Rentzsch: Der Zweite von links (Spon) – Regie: Achim Scholtz  (Originalhörspiel – Rundfunk der DDR)
- 1982: Rolf Neuparth: Auszeichnung (Freese) – Regie: Klaus Zippel (Originalhörspiel – Rundfunk der DDR)
- 1983: Hans Siebe: Adomeit lässt grüßen (Adomeit) – Regie: Klaus Zippel (Kriminalhörspiel – Rundfunk der DDR)
- 1983: Dimiter Dimitrow: Arrhythmien (Berow) – Regie: Helmut Hellstorff  (Originalhörspiel – Rundfunk der DDR)
- 1985: Detlef Raupach: Polterabend (Ullrich) – Regie: Achim Scholtz  (Originalhörspiel – Rundfunk der DDR)
- 1985: Gerhart Hauptmann: Vor Sonnenuntergang (Hanefeldt) – Regie: Walter Niklaus (Hörspielbearbeitung – Rundfunk der DDR)
- 1986: Andreas Anden: Schatten der Vergangenheit (Bernd Renner) – Regie: Annegret Berger  (Originalhörspiel – Rundfunk der DDR)
- 1987: Mark Herzberg: Mord auf Honorar (Inspektor Wood) – Regie: Annegret Berger  (Originalhörspiel – Rundfunk der DDR)
- 1988: Jan Eik: Trinkgeld (Fiebig) – Regie: Günter Bormann (Originalhörspiel – Rundfunk der DDR)
- 1988: Michael Kautz: Bären-Salami (Knauf) – Regie: Walter Niklaus (Originalhörspiel – Rundfunk der DDR)
- 1988: Siegfried Weinhold: Haben Sie den Schuß gehört (Meyer) – Regie: Günter Bormann (Originalhörspiel – Rundfunk der DDR)
- 1989: Klaus G. Zabel: Mord im Streifenwagen (Estassy) – Regie: Günter Bormann (Originalhörspiel – Rundfunk der DDR)
- 1989: Peter Gauglitz: Karambolage (Klaus Jörn) – Regie: Günter Bormann (Originalhörspiel – Rundfunk der DDR)
- 1990: Heinz Pelka: Eine Nacht und ein Tag (Dr. Winkler) – Regie: Klaus Zippel (Originalhörspiel – Rundfunk der DDR)
- 1990: Veit Stiller: Umtausch ausgeschlossen (Dr. Bauer) – Regie: Günter Bormann (Originalhörspiel – Rundfunk der DDR)
- 1990: Siegfried Weinhold: Erst sterben, dann erben (Tanner) – Regie: Klaus Zippel (Originalhörspiel – Rundfunk der DDR)
- 1991: Hans Häußler: Sinkende Fackel (Johannes Deister) – Regie: Klaus Zippel (Originalhörspiel Funkhaus Berlin)
- 1991: Hartmut Mechtel, Olaf R. Spittel, Gert Prokop: Penny & Mark – I-III (Mark Winter) – Regie: Bert Bredemeyer (Originalhörspiel – Funkhaus Berlin)
- 1992: James Thurber: Ein Mond für Prinzessin Leonore (Mathematiker) – Regie: Walter Niklaus (Hörspielbearbeitung – MDR)
- 1992: Franz Fühmann: Von der Fee die Feuer speien konnte (Erzähler) – Regie: Christa Kowalski (Hörspielbearbeitung – MDR)
- 1993: Jan Eik: Der Rest ist Schweigen (Mark) – Regie: Bert Bredemeyer (Originalhörspiel – MDR)
- 1993: Ádám Bodor: Die Außenstelle (Erster Leiter) – Regie: Peter Groeger (Hörspiel – MDR/ORF)
- 1994: Ray Bradbury: Fahrenheit 451 (Prof. West) – Regie: Holger Rink (Hörspielbearbeitung – MDR)
- 1995: Sven Björnson: Wie der Hase zum Osterhasen wurde (Verkehrsminister) – Regie: Walter Niklaus (Originalhörspiel – MDR)
- 1996: William Golding: Herr der Fliegen  (Offizier) – Regie: Joachim Staritz (Hörspielbearbeitung – MDR)
- 1997: Jens Sparschuh: Der Zimmerspringbrunnen (Mann 3) – Regie: Irene Schuck (Hörspielbearbeitung – Bayerischer Rundfunk|BR)
- 1999: Albert Wendt: Abele und der blasse Moff  (Herr Rat) – Regie: Götz Fritsch (Originalhörspiel – MDR / SWR)
- 2000: Martha Grimes: Inspektor Jury besucht alte Damen (Inspektor Pratt) – Regie: Hans Gerd Krogmann (Hörspielbearbeitung, Kriminalhörspiel – MDR)
- 2000: Donna W. Cross: Die Päpstin (Exorzist) – Regie: Walter Niklaus (Hörspielbearbeitung – MDR)
- 2006: Hans Bräunlich: Wespen im Schnee (Arzt) – Regie: Götz Fritsch (Originalhörspiel – MDR)
- 2007: Thilo Reffert: Queen Mary 3 (Herr N.) – Regie: Stefan Kanis (Originalhörspiel, Science Fiction-Hörspiel – MDR)

## Theater (Auswahl)
Städtische Bühnen Erfurt
- 1956: Hedda Zinner: Lützower (Hauptmann Friesen) – Regie: Georg Leopold
- 1956: Manfred Rössner: Karl III. und Anna von Österreich (Karl) – Regie: Arno Wolf
- 1957: Nordahl Grieg: Die Niederlage (Polizeiagent Pellerin) – Regie Georg Leopold
- 1957: Günther Weisenborn: Zwei Engel steigen aus (Gil, Student) – Regie: Georg Leopold
- 1957: Henrik Ibsen: Nora oder ein Puppenheim (Doktor Rank) – Regie: Arno Wolf
- 1957: William Shakespeare: König Lear (Edmund, Glosters Bastard) – Regie: Eugen Schaub
- 1958: Harald Hauser: Am Ende der Nacht (Boris Strogow) – Regie: Thomas Ruschin
- 1958: Johann Wolfgang von Goethe: Götz von Berlichingen (Liebetraut) – Regie: Eugen Schaub
- 1958: Pavel Kohout: So eine Liebe (Herr im Talar) – Regie: Georg Leopold
- 1958: Friedrich Wolf: Matrosen von Cattaro (Leutnant) – Regie: Georg Leopold
- 1959: William Shakespeare: Julius Cäsar (Casca) – Regie: Eugen Schaub
- 1959: Hedda Zinner: Auf jeden Fall verdächtig (Anwalt Dr. Wels) – Regie: Eugen Schaub

## Synchronrollen (Auswahl)
- 1964: W. Michnikowski als Dieb in Eine Frau für den Australier
- 1965: J. Walczak als Zygmunt in Begegnung mit einem Spion
- 1965: Gustav Valach als Staatsanwalt in Wer ist ohne Schuld?